# The Eye of Judgment
The Eye of Judgment è un videogioco sviluppato da SCE Studio Japan e Wizard of the Coast, pubblicato da Sony Computer Entertainment in esclusiva per PlayStation 3. Il gioco è uscito in Giappone e in Australia il 25 ottobre 2007, nei Stati Uniti il 23 ottobre 2007 e infine in Europa 26 ottobre 2007. È il primo videogioco con realtà aumentata ad essere pubblicato.
Il 27 marzo 2008 in Giappone è stata pubblicata la nuova espansione del gioco.
Sony ha chiuso il 30 settembre 2010 il supporto online per Eye of Judgement.

## Modalità di gioco
The Eye of Judgment è un nuovo tipo di gioco basato sulla strategia e si combatte tramite delle carte, ognuna con qualità ed effetti diversi che unisce l'esperienza del Trading Card Game con la realtà aumentata.
È stato possibile anche giocare in modalità Online, chiusa il 30 settembre 2010.
Il database della Sony teneva conto delle vittorie e sconfitte di ciascun giocatore generando così una Classifica Generale o per Regno.

### Regole
La partita inizia pescando 5 carte dal proprio mazzo. In ogni turno il giocatore posiziona una o più carte che ha nella sua mano (o appena pescata dal suo mazzo) sul campo di battaglia, facendo questa azione la carta ripresa dalla PlayStation Eye viene identificata e ricreate animata in 3D nello schermo. Ad ogni turno, ogni giocatore ha a disposizione un quantitativo di Mana che aumenta di 2 Mana a turno, e servirà per evocare creature, attaccare e lanciare incantesimi.
Se il giocatore ha più di 7 carte in mano, a fine turno ha l'obbligo di scartare (mettere nel cimitero) le carte in eccesso, qualsiasi.
Il giocatore può anche ruotare ti 90 gradi le sue carte/creatura in quanto queste possono avere diversi tipi di attacco, ad esempio solo frontale; attacco a distanza; attacco su entrambi i lati.
Lo scopo del gioco è quello di riuscire a controllare 5 campi sui 9 a disposizione nel campo di gioco analogo a una griglia di 3x3 carte posizionabili, sfruttando anche il tipo di terreno per avere bonus o dare malus all'avversario.
Il giocatore può anche perdere la partita smazzando, ovvero rimanere senza carte da pescare (durante la fase di pasca carta).
Il mazzo non può avere più di 3 carte uguali per creatura, eccetto ulteriori restrizioni...

## Le carte
Sviluppato in collaborazione con la Wizard of the Coast di Hasbro in esclusiva per la PlayStation 3 che insieme alla telecamera PlayStation Eye identifica un codice isometrico (i quadrati neri che vedi su tutte le carte) chiamato Cybercode Technology questo riconosce le carte per dare vita a creature o incantesimi in grafica 3D sul televisore.
Le carte creatura hanno sul lato destro un valore di attacco e uno di salute, in basso si posso leggere ulteriori abilità, in fondo è raffigurata la griglia 3x3 in attacco e un'altra griglia per la difesa.
Come per i giochi di carte collezionabili esistono i livelli di rarità delle carte: Comune; Non comune; Rara; Mitica.
Le carte hanno un diverso colore elementale per fazione, come in Magic: L'adunanza, questi interagisco a contrasto sulle carte/creature, esempio acqua contro fuoco.

### Edizioni
Set Base “Biolith Rebellion SET1” Sono stati realizzati 5 mazzi base precostruiti:
- Barriera D'Acqua (Blu)
- Crociato di Fuoco (Rosso)
- Imperatore della Terra (Giallo)
- Sciame di Legno (Verde)
- Flagello di Biolite (Grigio)

Prima espansione “Biolith Rebellion SET2” composta da 100 carte e altri 5 mazzi precostruiti, pubblicata dal 27 marzo 2008:
- Conquista delle Acque
- La Rabbia del Fuoco
- Riconciliazione della Terra
- L'Ira del Legno
- Creatore di Dei Biolite

Seconda espansione “Biolith Rebellion SET3” composta da altre 100 carte:
Non sono stati distribuiti mazzi precostruiti, anche per spingere i giocatori, avendo a disposizione oltre 300 carte a creare mazzi originali, a loro piacimento.
Il 15 settembre 2008 Wizard of the Coast delega Cartamundi per la stampa, e Upper D.E.C.K. per la distribuzione.

## Sequel
Eye of the Judgement legends è un successore digitale del gioco, senza realtà aumentata, pubblicato anch'esso in esclusiva ma su Sony PSP per il mercato europeo in data 19 marzo 2010.
 Nota bene: Non sfrutta la camera del PSP, non si possono acquisire le carte fisiche.